# Herrarnas K-1 i slalom i kanotsport vid olympiska sommarspelen 2008
Herrarnas K-1 slalom vid olympiska sommarspelen 2008 hölls på Shunyi Olympic Rowing-Canoeing Park i Peking. Det kördes en kvalomgång med två åk, där det bästa åket räknades och de tolv främsta gick vidare till semifinal. Där åkte varje idrottare en gång och de åtta bästa gick vidare till final. Där kördes ytterligare ett åk och den med bäst tid vann guld.

## Medaljörer
| Gren        | Guld                     | Silver                   | Brons                  |
| K-1, slalom | Alexander Grimm Tyskland | Fabien Lefèvre Frankrike | Benjamin Boukpeti Togo |

## Resultat

### Heat
| Placering | Namn                        | Inledande åk | Inledande åk | Inledande åk |
| Placering | Namn                        | Åk 1         | Åk 2         | Totalt       |
| --------- | --------------------------- | ------------ | ------------ | ------------ |
| 1         | Peter Kauzer (SLO)          | 81.79        | 84.70        | 166.49       |
| 2         | Fabien Lefèvre (FRA)        | 85.66        | 82.40        | 168.06       |
| 3         | Daniele Molmenti (ITA)      | 85.13        | 83.46        | 168.59       |
| 4         | Alexander Grimm (GER)       | 84.90        | 84.36        | 169.26       |
| 5         | Dariusz Popiela (POL)       | 85.51        | 85.51        | 171.02       |
| 6         | Helmut Oblinger (AUT)       | 86.21        | 85.54        | 171.75       |
| 7         | Vavřinec Hradilek (CZE)     | 85.61        | 86.41        | 172.02       |
| 8         | Benjamin Boukpeti (TOG)     | 90.17        | 82.09        | 172.26       |
| 9         | Campbell Walsh (GBR)        | 86.72        | 85.72        | 172.44       |
| 10        | Warwick Draper (AUS)        | 86.28        | 86.30        | 172.58       |
| 11        | Peter Cibák (SVK)           | 86.26        | 86.69        | 172.95       |
| 12        | Guillermo Díez-Canedo (ESP) | 84.95        | 88.07        | 173.02       |
| 13        | David Ford (CAN)            | 85.35        | 89.49        | 174.84       |
| 14        | Robert Bouten (NED)         | 86.26        | 88.90        | 175.16       |
| 15        | Eoin Rheinisch (IRL)        | 88.52        | 87.81        | 176.33       |
| 16        | Pablo McCandless (CHI)      | 88.24        | 88.40        | 176.64       |
| 17        | Michael Kurt (SUI)          | 87.58        | 91.08        | 178.66       |
| 18        | Kazuki Yazawa (JPN)         | 89.82        | 90.05        | 179.87       |
| 19        | Atanas Nikolovski (MKD)     | 92.63        | 88.56        | 181.19       |
| 20        | Scott Parsons (USA)         | 84.91        | 135.63       | 220.54       |
| 21        | Ding Fuxue (CHN)            | 87.47        | 140.92       | 228.39       |

     Kvalificerade till semifinal

### Semifinal
| Placering | Namn                        | Semifinalåk    | Semifinalåk |
| Placering | Namn                        | Straffsekunder | Tid         |
| --------- | --------------------------- | -------------- | ----------- |
| 1         | Benjamin Boukpeti (TOG)     | 0              | 86.08       |
| 2         | Warwick Draper (AUS)        | 0              | 86.09       |
| 3         | Fabien Lefèvre (FRA)        | 0              | 87.21       |
| 4         | Alexander Grimm (GER)       | 0              | 87.31       |
| 5         | Robert Bouten (NED)         | 0              | 88.40       |
| 6         | David Ford (CAN)            | 0              | 88.46       |
| 7         | Dariusz Popiela (POL)       | 0              | 88.49       |
| 8         | Daniele Molmenti (ITA)      | 2              | 88.56       |
| 9         | Helmut Oblinger (AUT)       | 0              | 88.69       |
| 10        | Eoin Rheinisch (IRL)        | 0              | 88.85       |
| 11        | Vavřinec Hradilek (CZE)     | 0              | 88.97       |
| 12        | Peter Cibák (SVK)           | 2              | 89.41       |
| 13        | Peter Kauzer (SLO)          | 4              | 89.42       |
| 14        | Guillermo Díez-Canedo (ESP) | 2              | 90.06       |
| 15        | Campbell Walsh (GBR)        | 2              | 95.74       |

     Kvalificerade till final

### Final
| Placering | Namn                    | Semifinalåk    | Semifinalåk | Finalåk        | Finalåk | Totalt |
| Placering | Namn                    | Straffsekunder | Tid         | Straffsekunder | Tid     | Totalt |
| --------- | ----------------------- | -------------- | ----------- | -------------- | ------- | ------ |
| 1         | Alexander Grimm (GER)   | 0              | 87.31       | 0              | 84.39   | 171.70 |
| 2         | Fabien Lefèvre (FRA)    | 0              | 87.21       | 0              | 86.09   | 173.30 |
| 3         | Benjamin Boukpeti (TOG) | 0              | 86.08       | 0              | 87.37   | 173.45 |
| 4         | Eoin Rheinisch (IRL)    | 0              | 88.85       | 0              | 88.06   | 176.91 |
| 5         | Warwick Draper (AUS)    | 0              | 86.09       | 0              | 91.76   | 177.85 |
| 6         | David Ford (CAN)        | 0              | 88.46       | 2              | 89.89   | 178.35 |
| 7         | Helmut Oblinger (AUT)   | 0              | 88.69       | 2              | 90.14   | 178.83 |
| 8         | Dariusz Popiela (POL)   | 0              | 88.49       | 0              | 91.19   | 179.68 |
| 9         | Robert Bouten (NED)     | 0              | 88.40       | 50             | 139.59  | 227.99 |
| 10        | Daniele Molmenti (ITA)  | 2              | 88.56       | 52             | 142.37  | 230.93 |